# 費爾菲爾德鎮區 (愛荷華州比尤納維斯塔縣)
費爾菲爾德鎮區（英語：Fairfield Township）是位於美國愛荷華州比尤納維斯塔縣的一個行政鎮區。

## 地方資料
根據2010年美國人口普查的數據，費爾菲爾德鎮區的面積為94.95平方千米，當中陸地面積為94.95平方千米，而水域面積為0.00平方千米。當地共有人口951人，而人口密度為每平方千米10.02人。